# Zeno Colò
Zeno Colò (* 30. Juni 1920 in Abetone; † 12. Mai 1993 in San Marcello Pistoiese, Provinz Pistoia) war ein italienischer Skirennläufer.

## Biografie
1950 wurde Colò bei den Weltmeisterschaften in Aspen Weltmeister in der Abfahrt und im neu eingeführten Riesenslalom, hinzu kam die Silbermedaille im Slalom. Bei den Olympischen Winterspielen 1952 in Oslo gewann er die Goldmedaille in der Abfahrt, womit er in dieser Disziplin der einzige (Doppel-)Weltmeister und Olympiasieger Italiens bis heute (Mai 2017) ist. 1950 siegte er in Abfahrt und Slalom der erstmals ausgetragenen 3-Tre-Rennen.
Von 1941 bis 1955 gewann Colò insgesamt 19 italienische Meistertitel – so viele wie kein anderer:
- Slalom (7): 1941, 1943, 1946, 1947, 1948, 1954, 1955
- Riesenslalom (2): 1952, 1954
- Abfahrt (5): 1941, 1948, 1949, 1954, 1955
- Kombination (5): 1941, 1943, 1946, 1947, 1948

## Weitere wichtige Platzierungen
- 13./14. Januar 1951: Rang 3 in der Abfahrt, Rang 12 im Slalom und Rang 4 in der Kombination am Lauberhorn[1][2]